# Fraude sexual

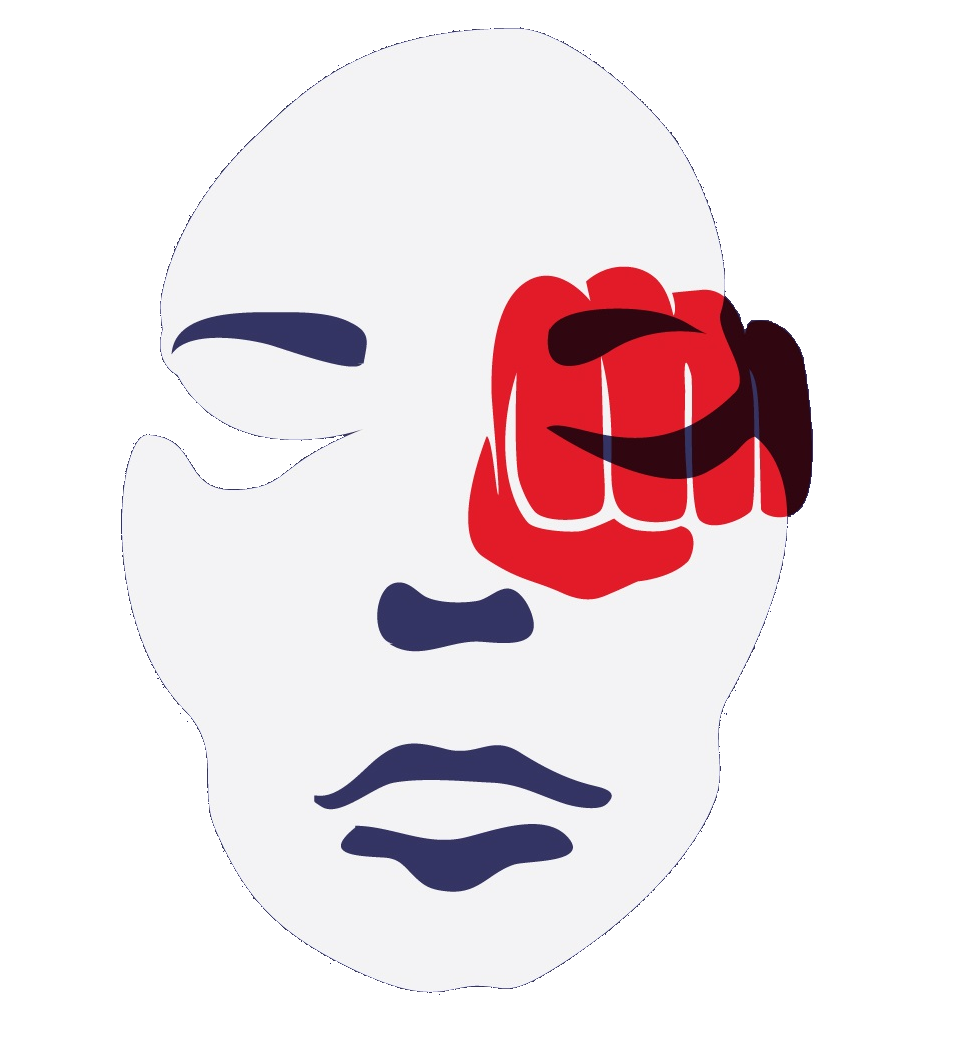
Cartel ruso instando a abrir los ojos, contra el Fraude sexual.

La violación mediante engaño o fraude sexual es una situación en la cual el perpetrator obtiene de la víctima el acuerdo para involucrarse en una relación sexual u otros actos sexuales, pero mediante engaño o mediante acciones o declaraciones falsas (por ejemplo, haciéndose pasar por otra persona o por alguien del sexo opuesto, o no usando preservativo a pesar de haber acordado su uso). El tratamiento judicial de tales situaciones varía mucho por país e incluso por caso.

## Casos notables
En Inglaterra, el Tribunal de Apelación en el caso R v Linekar [1995] 3 All ER 69 73 sentenció que la base para tales reclamaciones es "muy estrecha", que rechazar pagar por los servicios sexuales no es violación sino fraude. Los casos que aplican la ley esobre consentimiento según la ley Sexual Offences Act 2003 (en español, ley de ofensas sexuales de 2003) incluye R v Assange (aka Assange v Autoridad de Procesamiento sueca) (si el consentimiento era condicionado al uso del preservativo durante el acto y dicha condición era intencionadamente desatendida, aquello tenía base legal para ser considerado violación),. R(F) v DPP (el acto sexual se hizo de una forma que rompió una condición acordada anteriormente), y R v McNally (engaño en cuanto a género). La ley Sexual Offences Act 1956 contenía una base legal en la que se incluía el "procurar actos sexuales mediante falsas apariencias" pero fue abolida en 2003.